# Marianne Hollenstein
Marianne Hollenstein (* 9. November 1964 in Basel) ist eine Schweizer Künstlerin und Bühnenbildnerin.

## Familie
Marianne Hollenstein stammt aus einer Basler Familie. Sie ist die Enkelin des Laufenburger Journalisten und Schriftstellers Emil Hering, der in den frühen 1930er Jahren das Aufkommen des Nationalsozialismus beobachtete und in seinen Artikeln verurteilte.

## Arbeiten für das Theater
Nach ihrem Studium der Szenografie am Institut International de la Marionette im französischen Charleville-Mézières lernte Marianne Hollenstein als Bühnenbildassistentin am Schauspielhaus Bochum das Tanztheater der Pionierinnen Reinhild Hoffmann und Susanne Linke kennen. Mit Bühnenbildner Johannes Schütz arbeitete sie an Linkes Ruhr-Ort (1991) mit, als Assistentin von Bildhauer Robert Schad betreute sie Hoffmanns Zeche eins (1992) und Zeche zwei (1993).
Seit 1994 ist Marianne Hollenstein als Bühnenbildnerin und Kostümbildnerin für viele Theater in der Schweiz, in Deutschland und in Österreich tätig, etwa für das Staatsschauspiel Dresden, das Theater Basel, Tacheles Berlin, Schauspielhaus Graz, Theater Konstanz, Theater im Ballsaal Bonn, das Theater Stadelhofen und die Schauspiel-Akademie Zürich, das Saarländische Staatstheater Saarbrücken, Staatstheater Wiesbaden, Staatstheater Karlsruhe, das Anhaltinische Theater Dessau, Staatstheater Nürnberg, Staatstheater am Gärtnerplatz München, Theater & Philharmonie Thüringen, Gera, oder für das Mainfranken Theater Würzburg und zuletzt für das Staatsschauspiel Kassel.
2000 wurde sie Ausstattungsleiterin des Hans Otto Theaters Potsdam (bis 2004), wo sie intensiv mit Regisseur Ralf-Günter Krolkiewicz zusammenarbeitete, etwa bei den Opernproduktionen Le nozze di Figaro (2002), Hercules (2003) und Don Giovanni (2004), sowie mit Herbert Olschock und Philippe Besson. Von 2006 bis 2008 war sie in der gleichen Position für die Ausstattung am Theater Ulm verantwortlich, wo sie auch anschließend bis 2018 in jeder Spielzeit die Bühnenbilder mehrerer Produktionen gestaltete, etwa, jeweils in der Regie von Andreas von Studnitz, die Schauspiele Faust (2006/07), Orestie (2006/07), Die Nibelungen (2007/08), Ödipus (2009/10), Hexenjagd (2010/11), Kabale und Liebe (2014/15), König Lear (2017). Außerdem stattete sie in Ulm viele Opern aus, etwa Macbeth (2007), Tannhäuser (2008), Die Zauberflöte (2009), Das Rheingold (2011), Die Sache Makropulos (2012), Dialogues des Carmélites (2013), Serse (2014), Peter Grimes (2014), Don Giovanni (2016), Die glückliche Hand, Carmina Burana, Floating (Schönberg, Orff, Stäbler; 2018) oder die von Roberto Scafati choreografierten Ballette Romeo und Julia (2012), Le sacre du printemps (2012) oder Schwanensee (2016).
Beim Film gastierte Marianne Hollenstein 2011 als Art Director der beim Internationalen Filmfestival in Locarno vorgestellten Schweizer Produktion Glauser (Regie: Christoph Kühn).
2014 war sie für Bühnenbild und Kostüme der von der Kulturstiftung des Bundes geförderten türkisch-griechisch-deutschen Theaterkoproduktion Die Frauen von Troja zuständig (Künstlerische Leitung: Bernhard Stengele), aufgeführt am Tiyatro ENKA Istanbul, am Tiyatro Medresesi in Şirince und beim Samos Young Artists Festival am Theater von Pythagorion. Wieder gemeinsam mit Bernhard Stengele entwickelte sie 2017 eine Produktion am arabisch-hebräischen Jaffa Theatre in Tel Aviv. 2018 stattet sie das Tschaikowski-Ballett Sleeping Beauty (Dornröschen) in der Choreografie von Radu Poklitaru am Nationalen Iwan-Franko-Schauspielhaus in Kiew aus.

### Auszeichnungen
- 1998 UNIMA-Zuschauerpreis des Theater unterm Dach Berlin
- 1999 Förderpreis der Akademie der Künste, Berlin
- 2017 Theaterpreis des Bundes für die Produktion „Cohn Bucky Levy – Der Verlust“ (Autorin: Mona Becker, Regie: Bernhard Stengele, Ausstattung: Marianne  Hollenstein)[8] an Theater & Philharmonie Thüringen[9]

## Freie Kunst
Marianne Hollenstein gilt als eine „Wanderin zwischen den Welten“ der darstellenden und der bildenden Kunst. In ihren freien Kunstprojekten führt sie Architektur, Skulptur, Malerei, Bewegung und Licht zusammen. Ihr 2006 in Ulm eröffnetes Atelier unterhält sie als zentrale Arbeitsstätte.
In ihrer von dem Denktagebuch von Hannah Arendt ausgehenden Performance verbindet sie bildende Kunst mit Geschichte, Politik, Literatur und Musik. Unter Einbindung von Klängen malt und zeichnet sie zu Arendts Texten, Briefen, Essays, Gedichten und Gedanken auf Boden- und Wandpapieren, als würde sie den jeweiligen Raum wie eine Leinwand benutzen. Durch die ständige Übermalung der Skizzen, Linien und Schriftzeichen entsteht eine Malerei aus immer mehr Schichten.

### Performances
Performances sind ein Schwerpunkt in Marianne Hollensteins Arbeit im Bereich der Freien Kunst. Das zwischen bildender und darstellender Kunst vermittelnde Element findet sich häufig in Verbindung mit ihren Installationen.

### Ausstellungen (Auswahl)
- 1994   Ankunft, erste Kunstinstallation und Performance, Galerie Rue 13, Basel
- 1995   Figur und Raum, Staatliches Puppentheater Dresden
- 2000   Medea, Performance, Kunsthalle Basel
- 2005   Lichtprojektionen, Marcelleria d’Arte, St. Gallen
- 2009   Raum/Verletzungen, Kloster Dornach
- 2009   Theaterarbeiten und Malerei, Smudajescheck Galerie Ulm[11]
- 2010   Es war einmal..., Installation und Performance, Hochschule für Musik und Theater München[12]
- 2011   Kreuzspuren, Rattenbach/München
- 2012   A portrait of thinking, Installation, Smudajescheck Galerie Ulm
- 2012   Gedanken verkleinert, Alter Malsaal, Gera
- 2013   Palimpsest-Tanzspuren, übermalt, Performance mit dem gesamten Ballettensemble, Theater Ulm
- 2013   Relocating the Myth of Troy, Performance, Şirince
- 2014   Denkstrukturen, Galerie am Blauen Wunder, Dresden
- 2016   ORFEO, 1. Akt. Dance of the Blessed Spirit, Installation und Performance, BBK / Künstlerhaus Ulm
- 2016   ORFEO, 2. Akt. At the Side of the Beloved, Stadthaus Ulm[13]
- 2016   Letters in between. Briefe an Hannah Arendt, Kunstverein Gera
- 2017   Altes Schlachthaus, Laufen, Baselland
- 2017   Nothing for Eternity, Installation, Almacén Jaffa Cultural Center, Tel Aviv
- 2017   la joie de vivre!, Centro d’Arte San Vidal, Scoletta San Zaccaria, Venedig[14]
- 2017   Hommage an Edith Altmann, Installation und Performance, Lindenau-Museum, Altenburg[15]
- 2017   Stufen des Erfolgs, Installation in der Ausstellung Carl Laemmle reloaded, Museum zur Geschichte von Christen und Juden, Laupheim
- 2018   Letters in between, Installation und Performance, Galerie Etienne de Causans, Paris
- 2018   Nothing for Eternity, Installation in der Ausstellung Achtung Menschenrechte, Museum zur Geschichte von Christen und Juden, Laupheim
- 2019   Human Condition, im Rahmen der Kyiv Art Week, Set, Independent Art Space, Kiew[16]
- 2020   Human draft, Performance, digital und live, GogolFest und „Finch“, Dnipro, Ukraine
- 2021   Frauen im Judentum, Installation zu Hannah Arendt, Museum zur Geschichte von Christen und Juden, Laupheim
- 2021   Denktagebuch von Hannah Arendt, Atelier, Ulm (gefördert von der Stadt Ulm, Abteilung Kultur)
- 2021   I want to understand..., Artifact Art Gallery, New York
- 2022  The right to be a human, eine Ausstellung inspiriert von der Beschäftigung mit Jeanne Hersch anlässlich des 30. Jahrestages der bilateralen Beziehungen zwischen der Schweiz und der Ukraine, Bereznitsky Art Foundation, Kiew. Ab dem Tag nach der Eröffnung konnte die Ausstellung aufgrund der Invasion Russlands in die Ukraine nicht mehr geöffnet werden, Marianne Hollenstein flüchtete mit einem Konvoi der Schweizer Botschaft.[17]
- 2022  INTER-EST / Das Recht, ein Mensch zu sein II, Rauminstallation, Kunstverein Ulm, mit einer Neuinterpretation in Kiew zurückgelassener Werke der Künstlerin[18]
- 2023 EINFACH_MENSCH_SEIN, Kirchenrauminstallation zu den Menschenrechten, Basilika St. Martin, Ulm-Wiblingen
- 2023  Hannah Arendt in Berlin, Modellprojekt Haus der Statistik, Berlin
- 2024 EINFACH_MENSCH_SEIN, Marienkirche, Davos

### Kataloge
- Marianne Hollenstein. Malerei und Installation 2009-2011. Mit Beiträgen von Marianne Hollenstein und Max Stemshorn. Ulm 2011.
- Marianne Hollenstein. Malerei-Installation-Performance 2012-2015. Mit Beiträgen von Magdi Aboul-Kheir, Matthias Kaiser und Ulrich Sinn. Ulm 2015.
- Marianne Hollenstein. Installation und Performance 2010-2018. Texte von Marianne Hollenstein. Ulm 2019.

## Lehre
Im Sommersemester 2018 übernahm Marianne Hollenstein einen Lehrauftrag für ein Master-Studienprojekt „Innenentwicklung“ an der Hochschule für Wirtschaft und Umwelt Nürtingen-Geislingen zum Thema Inszenierung im Stadtraum – Der Hegelplatz Stuttgart in Zusammenarbeit mit den Professoren Cornelia Bott, Siegfried Gaß und Henning Krug.

## Rezeption
Die ukrainischen Modemacher Kateryna Biakova und Maksym Holub setzen mit ihrem Label „Finch“ Hollensteins Letters in between in eine Kollektion um, die sie im Dezember 2018 in der Galerie Etienne de Causans in Paris und im Februar 2019 bei der Ukrainian Fashion Week in Kiew vorstellten.